# Discografia dei Dave Clark Five
Discografia del gruppo musicale britannico The Dave Clark Five.

## Album in studio

### Regno Unito
| Titolo                                      | Etichetta / n.        | Posizione nelle Official Albums Chart !! Anno |      |
| ------------------------------------------- | --------------------- | --------------------------------------------- | ---- |
| A Session with the Dave Clark Five          | Columbia SX 1598      | numero 3                                      | 1964 |
| Catch Us If You Can                         | Columbia SX 1756      | numero 8                                      | 1965 |
| Greatest Hits                               | Columbia SX 6105      | -                                             | 1967 |
| Everybody Knows                             | Columbia SX 6207      | -                                             | 1968 |
| 5 By 5 = GO! (14 Titles by Dave Clark Five) | Columbia SX 6309      | -                                             | 1969 |
| If Somebody Loves You                       | Columbia SCX 6437     | -                                             | 1969 |
| Good Old Rock n' Roll                       | EMI Starline SRS 5090 | -                                             | 1970 |
| Dave Clark and Friends                      | Columbia SCX 6494     | -                                             | 1972 |
| 25 Thumping Greats Hits                     | Polydor POLTV 7       | numero 7                                      | 1978 |
| Glad All Over Again                         | EMI 89249             | numero 28                                     | 1993 |
| The Hits                                    | UMTV 001FNCDP6        | numero 15                                     | 2008 |

### USA
| Titolo e hit di riferimento                                                                                  | Etichetta / n. (mono/stereo) | Billboard 200 | Cashbox   | Anno | Note                                                                                                |
| --- | ---------------------------- | ------------- | --------- | ---- | --------------------------------------------------------------------------------------------------- |
| Glad All Over "Glad All Over", "Bits and Pieces", "Do You Love Me"                                           | Epic LN 24093/BN 26093       | numero 3      | numero 6  | 1964 | Album originale di cover tratte da spettacoli dei DC5                                               |
| The Dave Clark Five Return! "Can't You See That She's Mine"                                                  | Epic LN 24104/BN 26104       | numero 5      | numero 7  | 1964 | |
| American Tour "Because"                                                                                      | Epic LN 24117/BN 26117       | numero 11     | numero 16 | 1964 | Sull'etichetta il disco è indicato come "American Tour Volume 1"                                    |
| Coast To Coast "Everybody Knows (I Still Love You)" "Any Way You Want It"                                    | Epic LN 24128/BN 26128       | numero 6      | numero 10 | 1965 | |
| Weekend In London "Come Home"                                                                                | Epic LN 24139/BN 26139       | numero 24     | numero 24 | 1965 | |
| Having A Wild Weekend (colonna sonora) "Catch Us If You Can"                                                 | Epic LN 24162/BN 26162       | numero 15     | numero 11 | 1965 | Solo quattro delle dodici tracce del disco compaiono nel film Prendeteci se potete                  |
| I Like It Like That "I Like It Like That"                                                                    | Epic LN 24178/BN 26178       | numero 32     | numero 41 | 1965 | |
| The Dave Clark Five's Greatest Hits "Over And Over"                                                          | Epic LN 24185/BN 26185       | numero 9      | numero 7  | 1966 | |
| Try Too Hard "Try Too Hard"                                                                                  | Epic LN 24198/BN 26198       | numero 77     | numero 25 | 1966 | |
| Satisfied With You "Please Tell Me Why", "Satisfied With You"                                                | Epic LN 24212/BN 26212       | numero 127    | numero 85 | 1966 | |
| More Greatest Hits "Reelin' and Rockin'", "At The Scene"                                                     | Epic LN 24221/BN 26221       | numero 103    | numero 49 | 1966 | Versione Stereo delle versioni 26093 - 26221                                                        |
| 5 By 5 "Nineteen Days"                                                                                       | Epic LN 24236/BN 26236       | numero 119    | numero 66 | 1967 | |
| You Got What It Takes "I've Got To Have A Reason", "You Got What It Takes"                                   | Epic LN 24312/BN 26312       | numero 149    | numero 77 | 1967 | |
| Everybody Knows "You Must Have Been A Beautiful Baby", "A Little Bit Now", "Red and Blue", "Everybody Knows" | Epic LN 24354/BN 26354       | -             | -         | 1968 | Versione stereo 26236 - 26354                                                                       |
| The Dave Clark Five                                                                                          | Epic EG 30434                | -             | -         | 1971 | 20 tracce del periodo 1964–1968, in stereo. Le canzoni incluse sono di Clark/Smith o del solo Clark |
| Glad All Over Again                                                                                          | Epic KEG 33459               | -             | -         | 1975 | Compilation mono di 17 hit in classifica, oltre a tre tracce a complemento                          |
| History Of The Dave Clark Five                                                                               | Hollywood 61482              | numero 127    | -         | 1993 | Distribuito in doppio LP, CD, doppia musicassetta.                                                  |

## Singoli

### Regno Unito
| Lato A / Lato B                                                                                               | Etichetta / n.   | Posizione nella Official Singles Chart | Data di distribuzione |
| --- | ---------------- | -------------------------------------- | --------------------- |
| "Chaquita" B-side: "In Your Heart"                                                                            | Ember 156        | -                                      | Agosto 1962           |
| "First Love" B-side: "I Walk The Line"                                                                        | Piccadilly 35088 | -                                      | Dicembre 1962         |
| "I Knew It All The Time" B-side: "That's What I Said"                                                         | Piccadilly 35500 | -                                      | Febbraio 1963         |
| "The Mulberry Bush" B-side: "Chaquita"                                                                        | Columbia DB 7011 | -                                      | Marzo 1963            |
| "Do You Love Me" B-side: "Doo Dah"                                                                            | Columbia DB 7112 | numero 30                              | Ottobre 1963          |
| "Glad All Over" B-side: "I Know You"                                                                          | Columbia DB 7154 | numero 1                               | Novembre 1963         |
| "Bits and Pieces" B-side: "All Of The Time"                                                                   | Columbia DB 7210 | numero 2                               | Febbraio 1964         |
| "Can't You See That She's Mine" B-side: "Because"                                                             | Columbia DB 7291 | numero 10                              | Maggio 1964           |
| "Thinking of You Baby" B-side: "Whenever You're Around"                                                       | Columbia DB 7335 | numero 26                              | Agosto 1964           |
| "Anyway You Want It" B-side: "Crying Over You"                                                                | Columbia DB 7377 | numero 25                              | Ottobre 1964          |
| "Everybody Knows (I Still Love You)" B-side: "Say You Want Me"                                                | Columbia DB 7453 | numero 37                              | Gennaio 1965          |
| "Reelin' and Rockin'" B-side: "Little Bitty Pretty One"                                                       | Columbia DB 7503 | numero 24                              | Marzo 1965            |
| "Come Home" B-side: "Your Turn To Cry"                                                                        | Columbia DB 7580 | numero 16                              | Maggio 1965           |
| "Catch Us If You Can" B-side: "On The Move"                                                                   | Columbia DB 7580 | numero 5                               | Luglio 1965           |
| "Over and Over" B-side: "I'll Be Yours (My Love)"                                                             | Columbia DB 7644 | numero 45                              | Novembre 1965         |
| "Try Too Hard" B-side: "All Night Long"                                                                       | Columbia DB 7863 | -                                      | Maggio 1966           |
| "Look Before You Leap" B-side: "Please Tell Me Why"                                                           | Columbia DB 7909 | numero 50                              | Maggio 1966           |
| "Nineteen Days" B-side: "I Need Love"                                                                         | Columbia DB 8028 | -                                      | Ottobre 1966          |
| "You Got What It Takes" B-side: "Sitting Here Baby"                                                           | Columbia DB 8152 | numero 28                              | Marzo 1967            |
| "Tabatha Twitchit" B-side: "Man In The Pin Striped Suit"                                                      | Columbia DB 8194 | -                                      | Luglio 1967           |
| "Everybody Knows" B-side: "Concentration Baby"                                                                | Columbia DB 8286 | numero 2                               | Novembre 1967         |
| "No One Can Break a Heart Like You" B-side: "You Don't Want My Lovin'"                                        | Columbia DB 8342 | numero 28                              | Febbraio 1968         |
| "The Red Balloon" B-side: "Maze Of Love"                                                                      | Columbia DB 8465 | numero 7                               | Settembre 1968        |
| "Live in the Sky" B-side: "Children"                                                                          | Columbia DB 8505 | numero 39                              | Novembre 1968         |
| "The Mulberry Tree" B-side: "Small Talk"                                                                      | Columbia DB 8545 | -                                      | Febbraio 1969         |
| "Put a Little Love in Your Heart" B-side: "34-06"                                                             | Columbia DB 8624 | numero 31                              | Ottobre 1969          |
| "Good Old Rock 'n' Roll" (Parts 1 & 2)                                                                        | Columbia DB 8638 | numero 7                               | Dicembre 1969         |
| "Get Together" B-side: "Darling, I Love You"                                                                  | Columbia DB 8660 | numero 8                               | Marzo 1970            |
| "Julia" B-side: "Five By Five"                                                                                | Columbia DB 8681 | -                                      | Aprile 1970           |
| "Here Comes Summer" B-side: "Break Down and Cry"                                                              | Columbia DB 8689 | numero 44                              | Luglio 1970           |
| "More Good Old Rock 'n' Roll" (Parti 1 & 2)                                                                   | Columbia DB 8724 | numero 34                              | Novembre 1970         |
| "Southern Man" B-side: "If You Wanna See Me Cry" Distribuito come "Dave Clark and Friends"                    | Columbia DB 8749 | -                                      | Dicembre 1970         |
| "Won't You Be My Lady?" B-side: "Into Your Life"                                                              | Columbia DB 8791 | -                                      | Giugno 1971           |
| "Draggin' the Line" B-side: "One Eyed, Blue Suited, Gun Totin' Man" Distribuito come "Dave Clark and Friends" | Columbia DB 8834 | -                                      | Ottobre 1971          |
| "Think of Me" B-side: "Right Or Wrong" Distribuito come "Dave Clark and Friends"                              | Columbia DB 8862 | -                                      | Febbraio 1972         |
| "Rub It In" B-side: "I'm Sorry Baby" Distribuito come "Dave Clark and Friends"                                | Columbia DB 8907 | -                                      | Luglio 1972           |
| "Sweet City Woman" B-side: "Love Comes But Once" Distribuito come "Dave Clark and Friends"                    | EMI 2013         | -                                      | Marzo 1973            |
| "Sha-Na-Na-Na-Hey-Hey" B-side: "I Don't Know" Distribuito come "Dave Clark and Friends"                       | EMI 2082         | -                                      | ottobre 1973          |
| "Glad All Over" (riedizione in Ep)                                                                            | EMI CDEMCT 8     | numero 37                              | Maggio 1993           |

### USA
| Lato A / Lato B                                                             | Etichetta / n. | Billboard Hot 100 | Cashbox   | Classifica/Data di distribuzione | Note                                                                                |
| --------------------------------------------------------------------------- | -------------- | ----------------- | --------- | -------------------------------- | ----------------------------------------------------------------------------------- |
| "I Walk The Line" B-side: "First Love"                                      | Laurie 3188    | -                 | -         | 1963                             | Ripubblicato nel 1964 in Rust 5078                                                  |
| "Chaquita" B-side: "In Your Heart"                                          | Jubilee 5476   | -                 | -         | 1964                             |                                                                                     |
| "Glad All Over" B-side: "I Know You"                                        | Epic 9656      | numero 6          | numero 5  | Febbraio 1964                    | Scritta da Clark e Smith - primo disco venduto in un milione di copie (disco d'oro) |
| "Bits and Pieces" B-side: "All Of The Time"                                 | Epic 9671      | numero 4          | numero 4  | Aprile 1964                      | Scritta da Clark e Smith - secondo disco d'oro                                      |
| "I Knew It All The Time" B-side: "That's What I Said"                       | Congress 212   | numero 53         | numero 73 | Aprile 1964                      |                                                                                     |
| "Do You Love Me" B-side: "Chaquita"                                         | Epic 9678      | numero 11         | numero 8  | Maggio 1964                      | Terzo disco d'oro                                                                   |
| "Can't You See That She's Mine" B-side: "No Time To Lose"                   | Epic 9692      | numero 4          | numero 4  | Giugno 1964                      | Scritta da Clark e Smith - quarto disco d'oro                                       |
| "Because" B-side: "Theme Without A Name"                                    | Epic 9704      | numero 3          | numero 7  | Agosto 1964                      | Scritta da Clark e Smith - quinto disco d'oro                                       |
| "Everybody Knows (I Still Love You)" B-side: "Ol' Sol"                      | Epic 9722      | numero 15         | numero 22 | Ottobre 1964                     | Scritta da Clark and Davidson                                                       |
| "Anyway You Want It" B-side: "Crying Over You"                              | Epic 9739      | numero 14         | numero 9  | Novembre 1964                    | Scritta da Clark - sesto disco d'oro                                                |
| "Come Home" B-side: "Your Turn To Cry"                                      | Epic 9763      | numero 14         | numero 13 | Febbraio 1965                    | Scritta da Clark and Smith                                                          |
| "Reelin' and Rockin'" B-side: "I'm Thinking"                                | Epic 9786      | numero 23         | numero 15 | Aprile 1965                      |                                                                                     |
| "I Like It Like That" B-side: "Hurting Inside"                              | Epic 9811      | numero 7          | numero 6  | Giugno 1965                      | Settimo disco d'oro                                                                 |
| "Catch Us If You Can" B-side: "On The Move"                                 | Epic 9833      | numero 4          | numero 6  | Agosto 1965                      | Scritta da Clark and Davidson - ottavo disco d'oro                                  |
| "Over and Over" B-side: "I'll Be Yours (My Love)"                           | Epic 9863      | numero 1          | numero 1  | Novembre 1965                    | Nono disco d'oro                                                                    |
| "At the Scene" B-side: "I Miss You"                                         | Epic 9882      | numero 18         | numero 13 | Febbraio 1966                    | Voce guida nella B-side Denis Payton                                                |
| "Try Too Hard" B-side: "All Night Long"                                     | Epic 10004     | numero 12         | numero 10 | Aprile 1966                      | Scritta da Clark and Smith                                                          |
| "Please Tell Me Why" B-side: "Look Before You Leap"                         | Epic 10031     | numero 28         | numero 18 | Giugno 1966                      | Scritta da Clark and Smith                                                          |
| "Satisfied With You" B-side: "Don't Let Me Down"                            | Epic 10053     | numero 50         | numero 51 | Agosto 1966                      | Scritta da Clark and Payton                                                         |
| "Nineteen Days" B-side: "Sitting Here Baby"                                 | Epic 10076     | numero 48         | numero 45 | Ottobre 1966                     | Scritta da Clark and Payton                                                         |
| "I've Got To Have A Reason" B-side: "Good Time Woman"                       | Epic 10114     | numero 44         | numero 55 | Gennaio 1967                     | Scritta da Clark and Davidson                                                       |
| "You Got What It Takes" B-side: "Doctor Rhythm"                             | Epic 10144     | numero 7          | numero 8  | Aprile 1967                      |                                                                                     |
| "You Must Have Been A Beautiful Baby" B-side: "Man In The Pin Striped Suit" | Epic 10179     | numero 35         | numero 35 | Giugno 1967                      | Scritta da Harry Warren e Johnny Mercer                                             |
| "Red And Blue" B-side: "Concentration Baby"                                 | Epic 10244     | numero 89         | numero 69 | Novembre 1967                    | Scritta da Clark e Davidson                                                         |
| "Everybody Knows" B-side: "Inside and Out"                                  | Epic 10265     | numero 43         | numero 41 | Dicembre 1967                    | Voce guida nell'A-side Lenny Davidson                                               |
| "Please Stay" B-side: "Forget"                                              | Epic 10325     | -                 | numero 96 | Maggio 1968                      |                                                                                     |
| "The Red Balloon" B-side: "Maze Of Love"                                    | Epic 10375     | -                 | -         | Settembre 1968                   | Voce guida nell'A-side lead Dave Clark                                              |
| "Paradise (Is Half As Nice)" B-side: "34-06"                                | Epic 10476     | -                 | -         | Marzo 1969                       |                                                                                     |
| "If Somebody Loves You" B-side: "Best Day's Work"                           | Epic 10509     | -                 | -         | Luglio 1969                      |                                                                                     |
| "Bring It On Home To Me" B-side: "Darling, I Love You"                      | Epic 10547     | -                 | -         | Novembre 1969                    |                                                                                     |
| "Here Comes Summer" B-side: "Five By Five"                                  | Epic 10635     | -                 | -         | Febbraio 1970                    |                                                                                     |
| "Good Old Rock 'n' Roll Medley" B-side: "One Night/Lawdy Miss Clawdy"       | Epic 10684     | -                 | -         | Giugno 1970                      |                                                                                     |
| "Southern Man" B-side: "If You Wanna See Me Cry"                            | Epic 10704     | -                 | -         | Gennaio 1971                     |                                                                                     |
| "Won't You Be My Lady?" B-side: "Into Your Life"                            | Epic 10768     | -                 | -         | Agosto 1971                      |                                                                                     |
| "Rub It In" B-side: "I'm Sorry Baby"                                        | Epic 10894     | -                 | -         | 1972                             | Presentato come "Dave Clark & Friends", realizzato dai soli Clark e Smith           |